# Cadre de Windsor

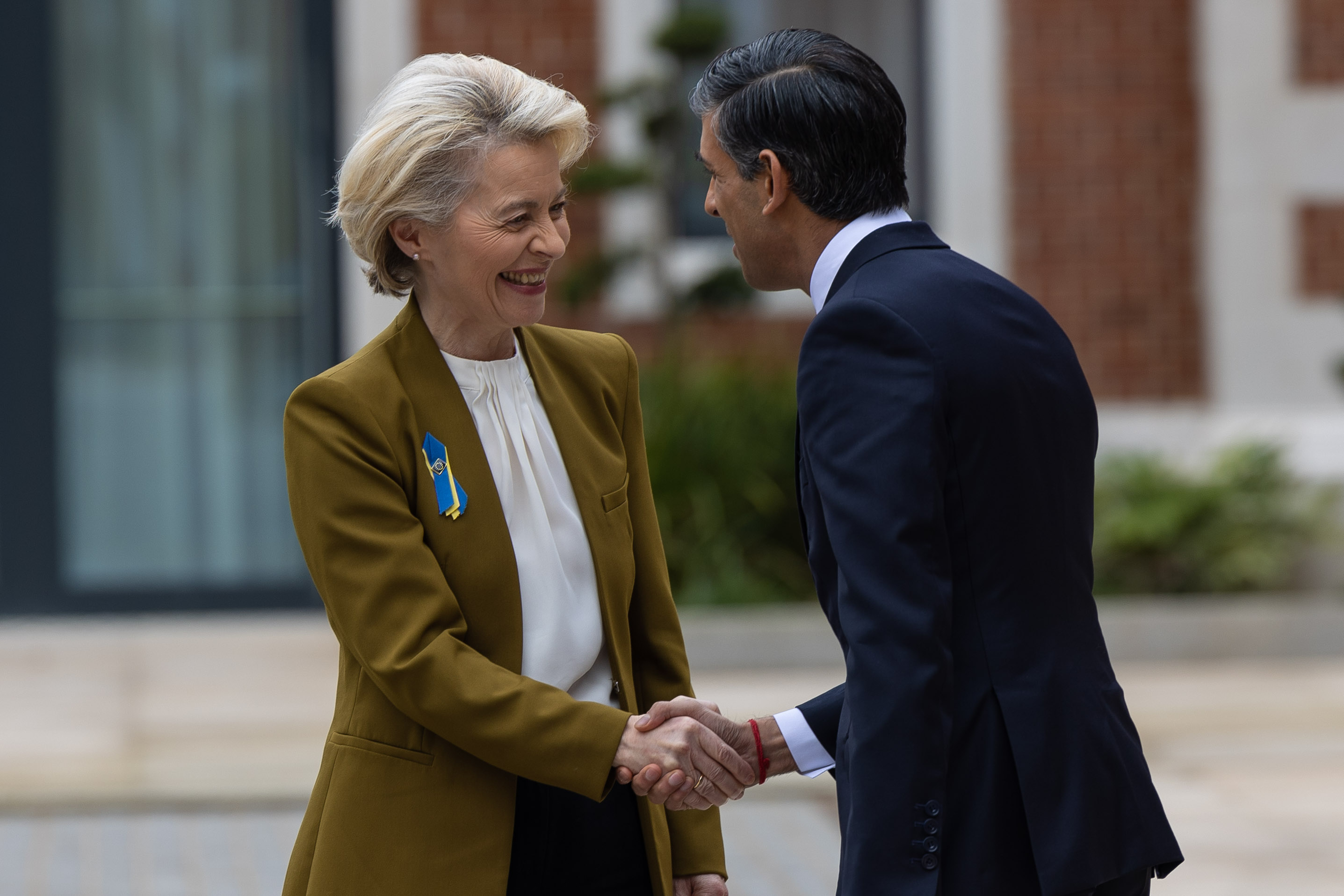
Rishi Sunak et Ursula von der Leyen à Windsor le 27 février 2023, jour de l'annonce de l'accord

Le cadre de Windsor, en anglais Windsor Framework, est un accord signé le 27 février 2023 entre le Royaume-Uni et l'Union européenne qui revient sur le Protocole sur l'Irlande du Nord, annexe à l'accord de retrait du Royaume-Uni de l'Union européenne. L'accord de Windsor vise à réduire fortement les procédures de douanes entre la Grande Bretagne et l'Irlande du Nord ainsi que la règlementation de l'Union européenne qui s'applique en Irlande du nord, deux choses instaurées par le protocole. Ainsi, l'Agence européenne du médicament ne sera plus apte à délivrer des mises sur le marché pour l'Irlande du Nord et sera remplacée par l'autorité britannique.